# E-Girls Are Ruining My Life!
Az E-Girls Are Ruining My Life! (stilizálva: E-GIRLS ARE RUNING MY LIFE!) Corpse Husband amerikai YouTuber és zenész dala, amely 2020. szeptember 30-án jelent meg és közreműködött rajta Savage Ga$p. A dalnak YouTube-on közel 50 millió megtekintése van, míg Spotifyon közel 200 millióan hallgatták meg.

## Háttér és kompozíció
A dalon mély, basszus vokálokat lehet hallani, ami általánosan is jellemző Corpse-ra és zenéjére. A dalban sok popkultúrai hivatkozás szerepel, olyan animékre, mint a Bleach, a Naruto, a Death Note és a One-Punch Man. A dal maga nem kötődik nagyon címéhez és tekinthető Corpse korábbi kislemezének, a Cat Girls Are Ruining My Life! folytatásának.

## Fogadtatás
2020. november 7-én az E-Girls Are Ruining My Life! 24. helyen lépett be a Bubbling Under Hot 100 slágerlistára és 90. volt a Brit kislemezlistán. Ugyanezen a héten Corpse Miss You! dala debütált a Hot Rock & Alternative Songs slágerlistán, White Tee kislemezével együtt, amely második hetét töltötte a listán.
Az E-Girls Are Ruining My Life! második helyig jutott a Spotify Viral 50-n és második helyet ért el a hónapban a Rolling Stone Breakthrough 25 slágerjei között.
2021. február 12-én elindult egy mém, miután Corpse válaszolt a Gymshark tweetjére, amely ezt írta, hogy „Akinek a kommentje a legtöbb like-ot kapja, kirakjuk egy hirdetőtáblára a Times Square-en.” Sokan reagáltak, de Corpse „STREAMELJÉTEK AZ E-GIRLS ARE RUINING MY LIFE!-OT” válasza a legkedveltebbek között volt. Később küldött egy másodikat is, amely azt írta, hogy „Ez háború, küzdünk a tábláért a Times Square-en.” A legnagyobb ellenfele Jschlatt YouTuber „Szeretem a férfiakat” hozzászólása volt. A dalt hirdető tábla végül 2021. március 6-án került fel New Yorkban.

## Slágerlisták
| Slágerlista (2020)                            | Legmagasabb pozíció |
| --------------------------------------------- | ------------------- |
| Brit kislemezlista (OCC)                      | 90                  |
| Brit Indie-lista (OCC)                        | 17                  |
| Bulgaria (IFPI)                               | 28                  |
| US Bubbling Under Hot 100 Singles (Billboard) | 24                  |

## Minősítések
| Régió                   | Minősítés | Példányszám |
| ----------------------- | --------- | ----------- |
| Egyesült Államok (RIAA) | Arany     | 500,000     |